# Co-cathédrale Notre-Dame d'Héliopolis
La co-cathédrale Notre-Dame d'Héliopolis  ou cathédrale latine de Notre-Dame d'Héliopolis, la basilique (appellation locale) est un édifice religieux appartenant à l'Église catholique romaine située sur la place El-Ahram, dans le quartier d'Héliopolis au Caire, Égypte. 
Suivant le rite latin, elle est sous la juridiction du vicariat apostolique d'Alexandrie d'Égypte (Vicariatus Apostolicus Alexandrinus).
La basilique a été construite de 1911 à 1913 sur les plans d'Alexandre Marcel, et sur les indications du baron Empain qui voulait une église byzantine. L'église a donc la forme d'une croix grecque, et est surmontée de coupoles qui veulent évoquer Sainte-Sophie à Istanbul. Après la mort du baron Empain en 1929, sa dépouille y fut transportée, il est inhumé dans la crypte.
En 2014, des membres de diverses confessions chrétiennes se sont réunis  pour prier pour l'avenir du pays après les événements du printemps arabe. 

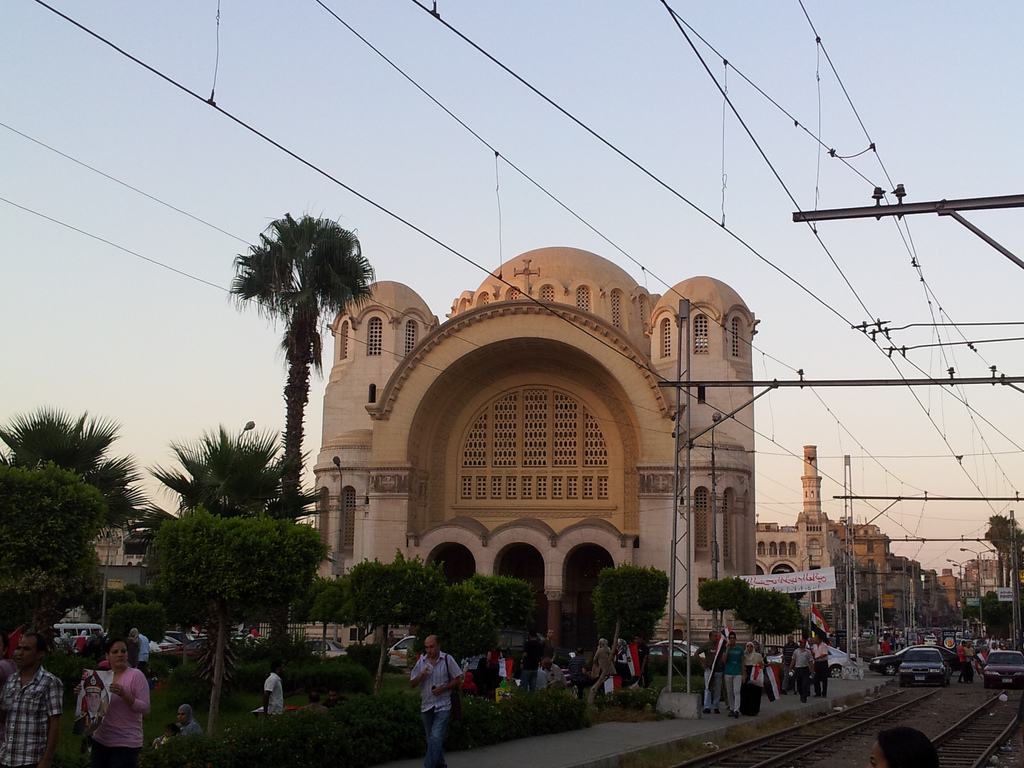
De nos jours
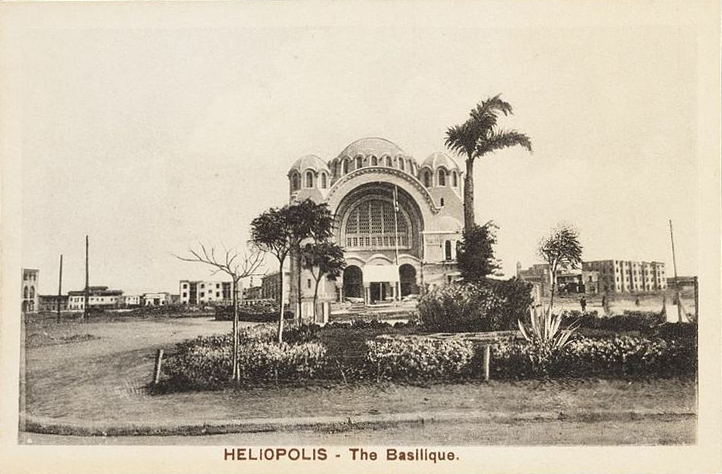
Au début du XXe siècle

## Voir également
- Église catholique en Égypte
- Liste des cathédrales d'Égypte